# Andrew Neumann
Andrew Neumann (* 1958) ist ein US-amerikanischer Musiker auf dem Gebiet der elektronischen und interaktiven Musik, Installationskünstler und Filmemacher.
Neumann absolvierte eine Ausbildung als Filmemacher am Emerson College. Er war 1985 Stipendiat der New England Film/Video. Als Artist in Residence wirkte er u. a. beim Experimental Television Center (1982 und 1987), bei der Ucross Foundation (1998), der MacDowell Colony (2000), dem Art Omi International Arts Center (2000) und dem Atlantic Center of the Arts (2001). 2004 erhielt er ein Guggenheim-Stipendium.
Seit 2000 hatte er neben Gruppenausstellungen mehrere Einzelausstellungen u. a. in der Kingston Gallery in Boston,  im DeCordova Museum in Lincoln, der Brush Art Gallery und der New Yorker bitforms Gallery. In seinen Installationen, die als bewegliche Video-Skulpturen beschrieben werden, verbindet er computergesteuerte bewegliche Teil mit Kameras, Monitoren und beschrifteten Hintergründen.
Neumanns Videoproduktion wurden u. a. bei PBS, dem Worldwide Video Festival, dem Netherlands Worldwide Video Feestival und  Artist Space gezeigt. Seine elektronische Musik präsentierte er u. a. bei der Experimental Intermedia in New York, dem Rensselaer Polytechnic Institute in Troy, am Tremont Theater in Boston, am Massachusetts Institute of Technology und beim Eventworks Festival in Boston. Er veröffentlichte vier Alben mit elektronischer Musik beim Label Sublingual Records.
Neumann unterrichtet an der Schule des Museum of Fine Arts in Boston, am Institute of Boston und der Boston Film/Video Foundation.

## Einzelausstellungen
- Panel Discussion, Kingston Gallery, Boston, 2000
- Arcade, DeCordova Museum, Lincoln, 2002
- Industrial Wall Panels, bitforms Gallery, New York, 2003
- Con:Struc:Tures, Brush Art Gallery, Lowell, 2003
- Howard Yezerski Gallery, Boston, 2004
- Art Space, New Heaven, 2004
- Andrew Neumann, bitforms Gallery, New York, 2005
- Andrew Neumann Recent Work, bitforms Gallery, Seoul, 2007

## Diskographie
- No Fly Zone
- Scramble:Lock:Combination
- Why I Left The Surf...[For Concrete]